# 韦恩贝格-克布利茨
韦恩贝格-克布利茨是德国巴伐利亚州的一个市镇。总面积66.05平方公里，总人口5616人，其中男性2808人，女性2808人（2011年12月31日），人口密度85人/平方公里。